# Daniel Datz
Daniel Datz (* 18. August 1977) ist ein ehemaliger deutscher Footballspieler.

## Laufbahn
Datz stand zwischen 1997 und 2005 in Diensten der Braunschweig Lions und errang mit der Mannschaft vier deutsche Meistertitel (1997, 1998, 1999, 2005). Vizemeister wurde er mit Braunschweig in den Jahren 2000, 2001, 2002, 2003 und 2004. Auf europäischer Ebene gewann Datz 1999 und 2003 den Eurobowl 1999 und 2003. 2002 stand er mit der Mannschaft ebenfalls in dem Europapokalendspiel, unterlag jedoch. Im Jahr 2003 gehörte der zwei Meter große, auf der Position Defensive End eingesetzte Spieler im Frühsommer zum Aufgebot der NFL-Europe-Mannschaft Berlin Thunder, ehe er in der nachfolgenden Bundesliga-Saison wieder in Braunschweig spielte. Ab 2013 spielte Datz bei den Bremerhaven Seahawks (Oberliga), er übernahm dort dann auch Traineraufgaben und kümmerte sich um die Verteidigungsarbeit. Er war bis Sommer 2022 bei dem Verein tätig.

### Nationalmannschaft
2001 wurde er mit der deutschen Nationalmannschaft Europameister. Bei der Weltmeisterschaft 2003 errang er mit der Auswahl den dritten Platz.